# Wake Up, Girls! (聲優組合)
Wake Up, Girls!是出自日本動畫《Wake Up, Girls!》的7人女性聲優組合，由avex與81 Produce在2012年9月至12月舉辦的甄選會中選出，並於2013年7月首次公開成員。唱片公司為DIVE II entertainment，2019年3月8日埼玉超級競技場公演結束後正式解散。

## 成員

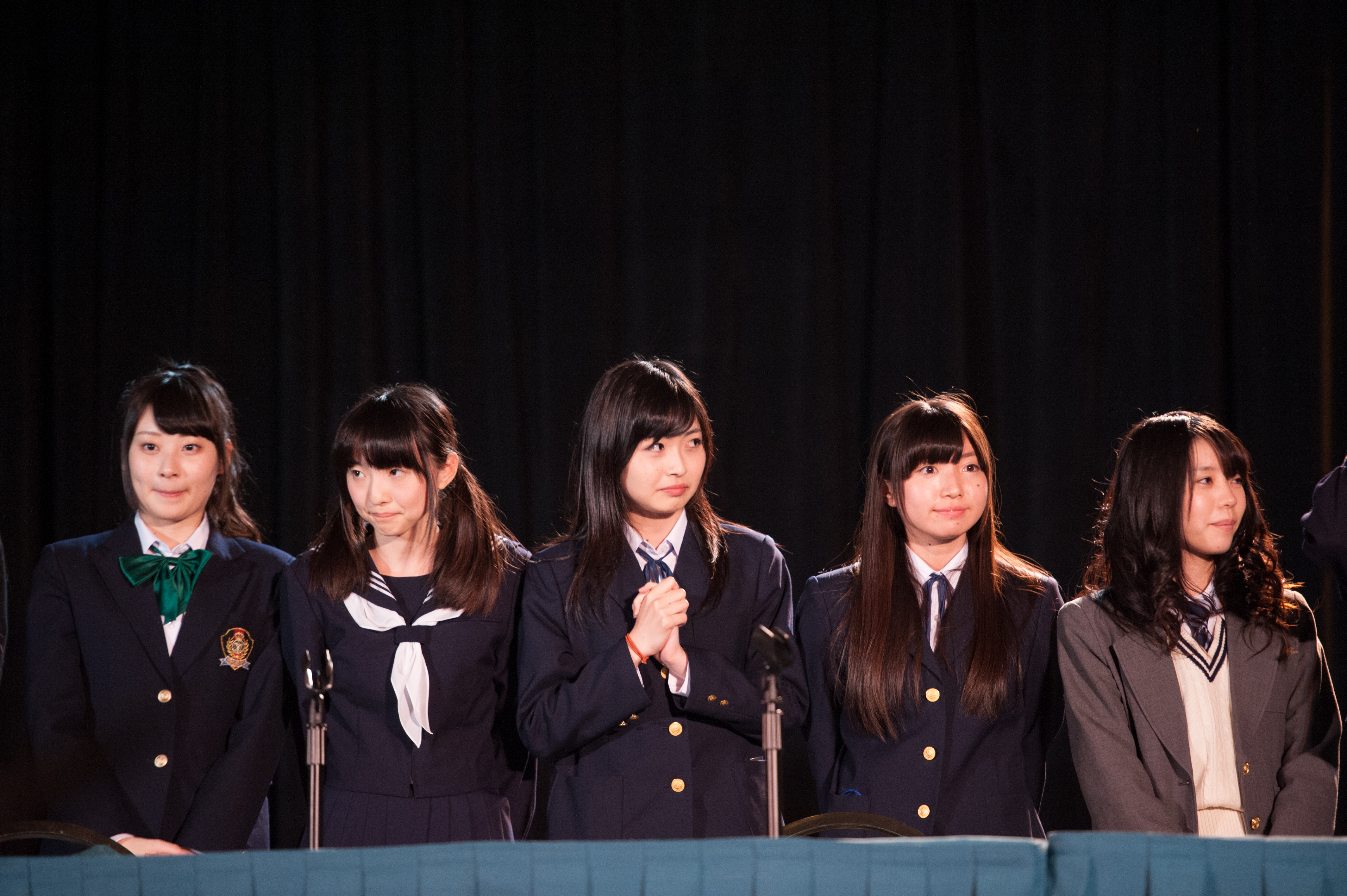
Wake Up, Girls!部分成員出席Anime Central 2014
左起：山下七海、田中美海、吉岡茉祐、永野愛理、奧野香耶

| 姓名     | 出生日期      | 出身地   | 印象顏色 | 暱稱 | 备注                               |
| -------- | ------------- | -------- | -------- | ---- | ---------------------------------- |
| 吉岡茉祐 | 1995年11月7日 | 大阪府   | 紅       |      | 在大部分歌曲中担任Center           |
| 永野愛理 | 1993年1月19日 | 宮城縣   | 靛       |      | 《16歳のアカペー》中担任Center     |
| 田中美海 | 1996年1月22日 | 神奈川縣 | 黃       |      | 《僕らのフロンティア》中担任Center |
| 青山吉能 | 1996年5月15日 | 熊本縣   | 藍       |      | 队长 《7 Girls War》中担任Center   |
| 山下七海 | 1995年7月19日 | 德島縣   | 紫       |      |                                    |
| 奧野香耶 | 1991年3月1日  | 岩手縣   | 綠       |      | 副队长 组合中最年长的成员          |
| 高木美佑 | 1996年9月8日  | 千葉縣   | 橙       |      | 组合中最年轻的成员                 |

## 經歷
部分内容根据2018年「Wake Up, Girls! FINAL TOUR -HOME-」Part2 Fantasia 场刊内容编写。
2012年
- 9月10日－12月15日：avex與81 Produce舉辦「Wake Up, Girls! Audition 第二次動畫歌曲、主唱甄選會」[注 1][5]，計劃選出7位新人女性聲優[1]。

2013年
- 4月1日：Wake Up, Girls!结成。
- 7月28日：於Wonder Festival 2013首次公開成員，披露会上翻唱了《幸運☆星》的主题曲拿去吧！水手服及《凉宫春日的忧郁》主题曲晴天好心情。[2]。
- 8月10日－8月12日：在Comic Market 84舉辦握手會，同时Wake Up，Girls！官方书籍《WU,G!》发售[6]。
- 9月22日－12月15日：在9月22日、10月26日、11月3日、12月5日开展4场路演活动。
- 11月3日：举办第一次“『Green Leaves』会社资料面交会”。12月26日此活动亦在仙台Animate内举行。
- 11月8日：在niconico开始不定期举行直播节目『ワグっていいとも！』，至2014年3月28日为止共播放5回。
- 12月29日：举办『Wake Up, Girls!炎の七番勝負』，作品中的对手“I-1 Club”亦有参加活动。
- 12月1日 - 在みるくらりあっとVOL6〜続MOE DISTACTION出演[7]。

2014年
- 1月10日：《Wake Up, Girls!》的動畫電影和電視動畫開始播出[8]。同日7人在仙台各影院举办舞台问候会。永野爱理和奥野香耶在剧场版及动画第一集上映前亦在六本木举办问候活动。*
- 2月9日 - 在WonderFestival2014［冬］出场。
- 2月16日 - 在みるくらりあっとスペシャル2（vol.6S）[9]出演。
- 2月26日：电视动画『Wake Up, Girls!』动画主题曲「7 Girls War」及片尾曲「言の葉 青葉」发售，7人亦宣布以艺人身份出道。
- 2月28日：剧场版动画『Wake Up, Girls!七位偶像』发售，包含特典CD「タチアガレ！」。
- 4月27日：在品川Stella Ball内舉辦第一場單獨活動「Wake Up, Girls! Festa. 」[10]。
- 5月5日 - 在“テレビ東京フェスティバルあにむす!”上出演。
- 5月12日：网络电台节目『Wake Up, Radio!』开始播放。节目由Wake Up, Girls!的其中三名成员主持，每周替换一次。2014年10月10日的第101集开始扩展为约30分钟的节目，每周周五中午播放新一集。主持人变成三人一组的形式。2015年12月11日播放162集后宣布播放结束。
- 5月16日－5月18日：第一次参加海外活动，出席美國動漫活動Anime Central 2014（英语：Anime Central），3天内举办了多场迷你Live及剧场版上映会。[11]。
- 5月24日－6月15日：以动画内“日本全国47都道府县触れ愛プロジェクト”为形式，在全国7个城市内举办“日本全国47都道府县触れ愛プロジェクト I-1 Club VS Wake Up,Girls!”活动。各场活动以各位声优的访谈及面交会形式进行。
- 6月1日：参加“@JAM2014アニソンDAY”。
- 6月15日 - 在“M&E TCGフェスタ 2014 SUMMER”出演[12]。
- 7月10日：第一次與東北樂天金鷹和北海道日本火腿鬥士在宮城球場推出合作活動[13]。此后每年均会举办此合作活动。
- 7月27日 - 在WonderFestival2014［夏］出场。
- 8月3日：在第一次巡回演出前举办誓师大会「素人臭くてごめんね」直前!!『「イベント、やらせてください!」を上映して、決起集会やらせてください!』。
- 8月10日－9月7日：舉辦第一次巡迴Live[14]。在大阪、东京、仙台共计开演6场。
- 8月22日：第一本写真集『7 Girls Holiday』发售。
- 8月29日：在Animelo Summer Live 2014 -ONENESS-演出[15]。
- 9月3日：“Wake Up,Girls! Character song series”岛田真梦·岡本未夕 发售。
- 9月6日：在仙台举办前述誓师大会的上映会。
- 10月1日：“Wake Up,Girls! Character song series”片山实波·林田蓝里 发售。
- 10月22日：Wake Up, Girls！官方外传作品《うぇいくあっぷがーるZOO！》开播。7人负责演唱主题曲「ワグ・ズーズー」。
- 11月5日：“Wake Up,Girls! Character song series”久海菜菜美·菊间夏夜 发售。
- 11月19日：电台节目『Wake Up, Girls!のオールナイトニッポンモバイル』开始播放，由Wake Up, Girls!其中一名成员交替主持。2016年3月2日播放结束。
- 11月23日：纪念Wake Up, Grils!登上「リスアニ！Vol1.18.１別冊キャラクター·ソングIII」封面，7人出席特别访谈及击掌活动。
- 12月3日：“Wake Up,Girls! Character song series”七濑佳乃 发售。至此7人的solo曲已全部发售。
- 12月13日：宣布成立官方粉丝俱乐部。
- 12月14日（昼）：参加「アニメJAM2014」活动。
- 12月14日（夜）：舉辦單獨活動「Wake Up, Girls! Festa. 2014 Winter Wake Up, Girls! VS I-1club」[16]。在活动上宣布2015年内将推出新剧场版，以上下部的形式播放。

2015年
- 3月1日：举办去年发售的“Wake Up,Girls! Character song series”全部购入限定活动「アニマルだけどイベントやらせてください！」。
- 3月7日：獲頒第九屆聲優獎特別賞[17]。
- 3月7日-3月8日：于两天内顺序举行各成员的第一次solo活动「ソロでイベント、やらせてください！」。此活动在以后每年春季均会举行。
- 3月9日：官方粉丝俱乐部“わぐらぶ”正式建立。
- 3月18日：第一张精选专辑“Wake Up, Best!”发售，专辑内收录「極上スマイル Wake Up, Girls!Ver.」及「タチアガレ！」的MV等内容。
- 3月29日：第二本写真集『7 Girls History』发售。
- 5月19日：再次與東北樂天金鷹舉辦合作活動，並於翌日擔任「仙台麻婆炒麵（日语：仙台マーボー焼そば）公關大使」[18]。
- 7月14日－9月29日：播出第一個冠名電視節目「わぐばん！」[19]。
- 7月20日－8月16日：舉辦第二次巡迴Live[20]。在大阪、福冈、千叶、仙台四地共计举行八场演出。
- 8月26日：时隔约一年半推出第三张新单曲「少女交響曲」，本曲亦是「続･劇場版 Wake Up, Girls！青春の影」的主题曲。
- 8月30日：在Animelo Summer Live 2015 -THE GATE-演出[21]。
- 9月25日：「続･劇場版 Wake Up, Girls！青春の影」上映。
- 10月31日－11月29日：举办“帰ってきた！日本全国47都道府县触れ愛プロジェクト I-1 Club VS Wake Up,Girls!”，在全国7个城市以各位声优的访谈及面交会形式进行。
- 12月9日：第四张单曲「Beyond the Bottom」发售，本曲亦是「続･劇場版 Wake Up, Girls！Beyond the Bottom」的主题曲。
- 12月11日：「続･劇場版 Wake Up, Girls！Beyond the Bottom」上映。上映初日于新宿举行舞台问候活动。12月20日则是在仙台举行。
- 12月12日：舉辦單獨活動「Wake Up, Girls! Festa. 2015 Beyond the Bottom Extend」[22]。活动上宣布将推出第二张精选专辑。
- 12月13日：出演「アニメJAM2015 Pop Stage」活动。

2016年

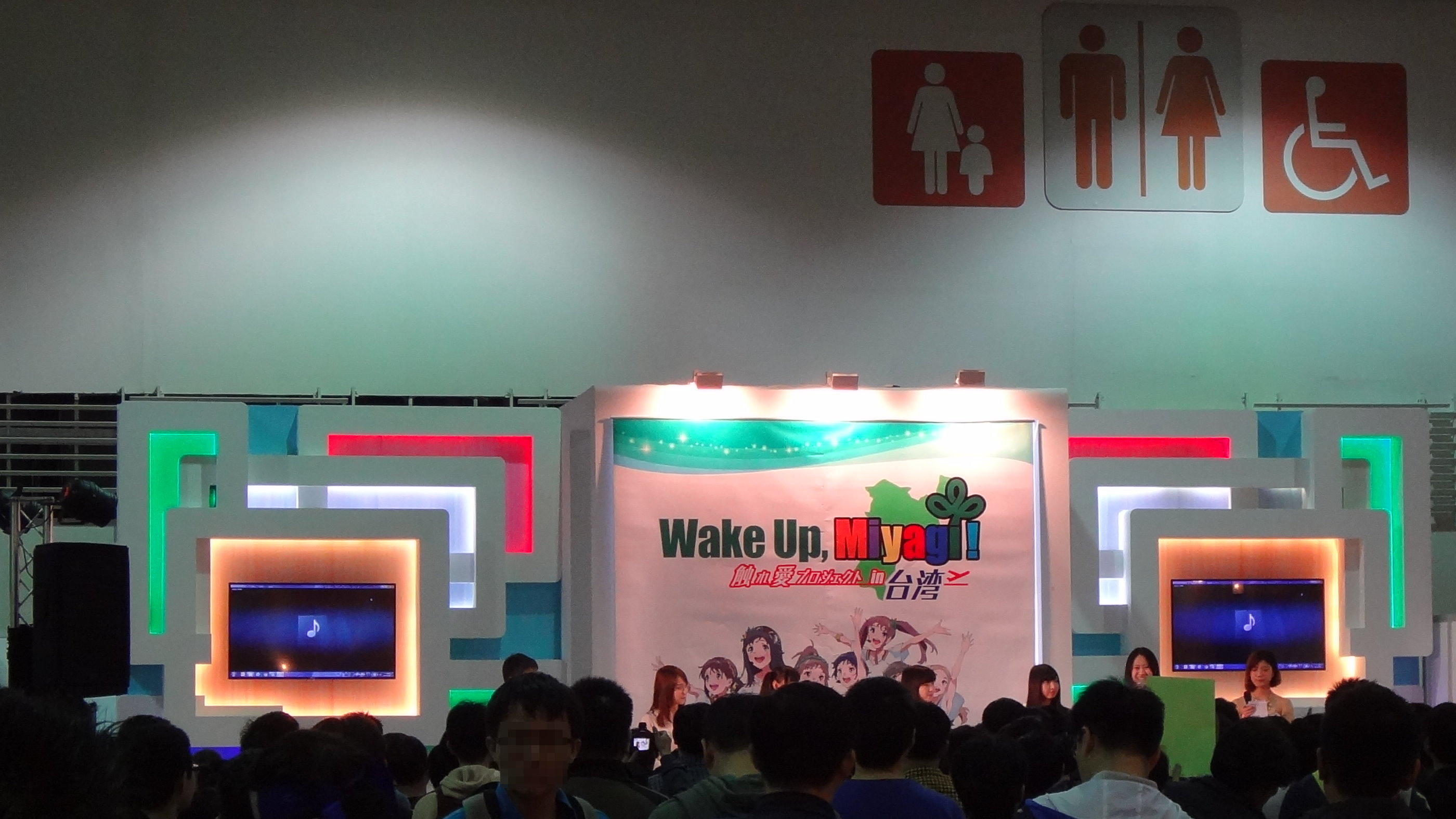
「Wake Up, 宮城！相親相愛in台灣」見面座談會最外圍

- 2月7日 - 在「みるくらりあっと Vol. 8 〜続・MOE BREAK 2000〜 【OSAKA】」出演。
- 2月10日-11日：於第四屆台北國際動漫節舉行「Wake Up, 宮城！相親相愛 in 台灣」見面座談會（脫口秀），參加者有永野愛理、青山吉能、高木美佑、福原香織及動畫導演山本寬[23]。
- 2月14日：與i☆Ris舉辦首次聯合活動「i☆Ris & Wake Up, Girls! 情人節LIVE!!」[24]。活动上翻唱了「Make it!」。
- 3月20日－3月21日：在新宿BLAZE举办「ソロでイベント、やらせてください！2016」。
- 3月25日：第二张精选专辑“Wake Up, Best!2”发售，于去年第二次巡演上公开的「セブンティーン・クライシス」「プラチナ・サンライズ」首次收录在CD中。
- 3月26日：在“AnimeJapan 2016”上举行Live活动。
- 3月27日：开办「Wake Up, 宮城！触れ愛プロジェクト」活动，于仙台机场内举办小型Live。
- 4月1日：『Wake Up, Girls!のオールナイトニッポン』开始播放。每周五10点更新，由Wake Up, Girls!其中一名成员交替主持。Radital服务停止后改为在SoundCloud上发布。2017年8月25日播放结束。
- 4月3日：在“ミラクルなガールズのフェスティバル”上登场。
- 4月8日：在音泉上开始播放『Wake Up, Girls!のがんばっぺレディオ！』，每周五更新，主持人每月更换一次，嘉宾每集2名，每2集更换一次。2018年6月15日组合宣布于2019年3月解散后，改为不定期播出。
- 4月30日：在“MONACAフェス2016”上以艺人身份登场。
- 6月8日：第三次與東北樂天金鷹舉辦合作活動[25]。比赛开始前于「かな&あいりの文化放送ホームランラジオ! パっとUP」节目中参加合作活动。
- 7月17日－8月28日：舉辦第三次巡迴Live[26]，其中8月6日在Wake Up, Girls!於動畫中出道的勾當台公園（日语：勾当台公園）進行演出[27]。在千叶、大阪、新泻、宫城、冲绳、福冈、东京七个城市举行共14场演出。也是目前为止最大规模的巡演。
- 9月3日：出演在东北6县限定播放的AEON广告。
- 9月28日：角色歌系列第二弹“Wake Up,Girls! Character song series2”7人版本同时发售，在CD内附赠7人各自独唱的东北AEON的广告曲「HIGAWARI PRINCESS」。
- 10月8日：在“マチ★アソビVol.17”上举办舞台活动“Wake Up, Girls!七人のマチ★アソビ！2016”
- 11月25日：第五张单曲「僕らのフロンティア」发售，此曲为电视动画灼热的桌球娘的主题曲。这也是WUG首次替自身以外的动画演唱歌曲。
- 11月26日：参加东南亚最大的J-POP祭典“Anime Festival Asia Singapore 2016”，在“I LOVE ANISONG”环节中出演。
- 12月11日（昼）：出演「アニメJAM2016 Pop Stage」活动。
- 12月11日（夜）：举办「Wake Up, Girls! Festa. 2016 SUPER LIVE」。在活動最后宣布將在2017年推出新章動畫，並舉行新角色的聲優甄選會[28]。
- 12月24日：在Niconico直播上7人举办『わぐらぶ愛してる　フルブースト!』直播节目。

2017年
- 1月14日：参加“ANIMAX MUSIX 2017 OSAKA”。
- 1月19日－1月22日：在AiiA2.5TheaterTokyo剧场演出舞台劇「Wake Up, Girls! 青葉の記録」，劇中的競爭對手岩崎志保一角同樣由動畫版的聲優大坪由佳飾演[29]。“ゆき模様　恋の模様”首次披露。
- 2月4日：於第五屆台北國際動漫節舉行「Wake Up, 宮城！相親相愛 in 台灣 2017」活動並演唱六首歌曲，這也是7位成員首次在台灣到齊[30]。
- 2月11日：再次與i☆Ris舉辦聯合活動「i☆Ris & Wake Up, Girls! 情人節LIVE!! 2017」[31]。活动上翻唱了「幻想曲WONDERLAND」等歌曲。
- 2月25日-26日：出演“Wake Up，MIYAGI！触れ愛プロジェクト宮城県内イベント”，在活动上开展了谈话节目及小型Live。
- 3月4日：举办“にぎわい東北presents Wake Up,Girls! in レイクタウンミニライブ＆お渡し会”
- 3月18日-19日：举办「ソロでイベント、やらせてください！2017」。
- 3月25日：以组合形式首次参加 “AnimeJapan 2017”，在活动主舞台举办了“AnimeJapanへいくぞ！がんばっぺ！Wake Up,Girls!”
- 3月26日：在盛冈市民文化中心举办“がんばっぺ岩手！Wake Up,Girls!チャリティ·ミニコンサート”
- 5月13日：参加ANiUTa的活动“あにゅパ!!”，在活动上宣布与歌手May'n合作组成“Wake Up, May'n”。
- 5月24日：第六张单曲「恋？で愛？で暴君です！」发售，本曲是电视动画《恋爱暴君》的主题曲。同时收录的还有舞台剧上披露的「ゆき模様　恋の模様」及东北AEON合作印象曲「TUNAGO」。
- 6月26日：连续四年举办“Wake Up, Girls!ナイター”。
- 7月22日：在BILIBILI WORLD 2017上出演。
- 7月23日-9月16日：举办第四次巡演「Wake Up, Girls! 4th LIVE TOUR ごめんねばっかり言ってこめんね！」，与前年同样在7个城市共14场演出。本次巡演亦是首次在广岛举办个人演出。在东京的压轴演出May'n作为嘉宾登场，8人共同演唱「One In A Billion」。
- 7月30日：在Wonder Festival 2017 Summer上公布通过选秀的新组合“Run Girls, Run!”，组合的三名成员以WUG后辈的身份初次登台。
- 8月9日：以Wake Up, May,n名义的新单曲「One In A Billion」发售。
- 8月27日：在Animelo Summer Live 2017 -THE CARD-演出[32]。
- 10月3日：『Wake Up, Girls!とRun Girls,Run!のオールナイトニッポンi』开始播放。由两个组合的成员交替主持，每周更新一次。
- 10月9日：电视动画《Wake Up, Girls!新章》开始播放。第一回播放当日举办了小型live和直播大会。
- 11月18日：在上海浅水湾演艺中心举办第一次海外个人演出“Wake Up, Girls! SpecialParty ~ごめんねばっかり言ってこめんね！~ in shanghai”
- 11月23日：参加ANIMAX MUSIX 2017 YOKOHAMA，首次在横滨体育馆内进行演出。
- 11月29日：第七、第八张单曲、《Wake Up, Girls!新章》片头曲「7Senses」及片尾曲「雫の冠」发售。
- 12月10日：在幕张举行“Wake Up, Girls!Festa.2017 TRINITY”，也是连续4年开办该活动。
- 12月20日：Wake Up,Girls! Character song series3”7人版本同时发售。
- 12月24日：连续第四年参加“アニメJAM2017”。
- 12月25日：电视动画《Wake Up, Girls!新章》内首次播出由7名成员作词的新曲「Polaris」。

2018年
- 1月7日：《Wake Up, Girls!新章》全12话播放完毕。
- 2月12日：连续三年于情人节前夕举办“I☆Ris&Wake Up, Girls!　バレンタイン LIVE!!”，于Live环节翻唱了I☆Ris的单曲《Goin’on》。
- 2月28日：第九张单曲「スキのスキル」发售，本曲是电视动画《爆肝工程師的異世界狂想曲》的片尾曲。
- 3月3日-3月25日：举行第四次solo活动『わぐらぶ限定 TUNAGO東北ろっけんソロイベントツアー』。7名成员分别于东北6县顺序举行个人活动。
- 3月17日：在岩城艺术文化交流馆内举办“がんばっぺ福島！Wake Up, Girls!チャリティ·ミニコンサート”。
- 3月28日：第三张精选专辑“Wake Up, Best!3”发售，由七名成员作词的歌曲《Polaris》首次收录在内。
- 3月31日-4月1日：举行『わぐらぶ仙台バスツアー PartⅢ』，于仙台站前的EBeans出发，前往秋保温泉酒店。并于次日在仙台GIGS举行「Wake Up, Girls！結成5周年記念ライブ」。
- 5月12日：举办由粉丝投票决定歌单的活动“Green Leaves Fes”，与后辈组合“Run Girls, Run!”首次实现了舞台上的共演。
- 6月6日-10日：在财团法人草月会演艺厅上演Wake Up, Girls!舞台剧『Wake Up, Girls! ~ 青葉の軌跡~』，本作亦是2017年舞台剧的续作。演员阵容除上一部『Wake Up, Girls! 青葉の記録』的外，新增部分角色，部分演员亦有变动。
- 6月12日-6月14日：每年与东北乐天金鹰球队举办的合作活动首次连续举办两天。
- 6月15日：宣佈組合將於2019年3月解散。
- 7月14日-8月4日：最后的巡演「Wake Up, Girls! FINAL TOUR -HOME-」Part1 Start It Up在千叶·神奈川·琦玉举行。
- 8月24日：在Animelo Summer Live 2018 OK!演出[33]。
- 10月6日-12月22日：「Wake Up, Girls! FINAL TOUR -HOME-」Part2 Fantasia在大阪·岩手·神奈川举行。
- 10月20日：在世田谷区民会館举行舞台剧『Wake Up, Girls! ~ 青葉の軌跡~』的BD发售纪念活动。
- 11月17日：连续两年参加ANIMAX MUSIX 2018 YOKOHAMA 。
- 12月22日：宣布最终公演将于2019年3月8日在埼玉超级竞技场举行。
- 12月23日：连续第五年参加“アニメJAM2018”。

2019年
- 1月5日-2月24日：「Wake Up, Girls! FINAL TOUR -HOME-」Part3 Kadode在熊本·大阪·长野·鸣门·爱知·仙台举行。
- 2月2日：举办i☆Ris&Wake Up, Girls！&Run Girls, Run！ バレンタインLive 2019。
- 3月8日：在埼玉超级竞技场举行最后的公演「Wake Up, Girls! FINAL LIVE〜想い出のパレード〜」，单场动员人数达到历史最高的约13000人。

## 音樂作品

### 單曲
|        | 發售日         | 標題              | 規格產品編號 | 規格產品編號 | Oricon 最高排名 |
| CD+DVD | 發售日         | 標題              | CD           |              | Oricon 最高排名 |
| ------ | -------------- | ----------------- | ------------ | ------------ | --------------- |
| 1st    | 2014年2月26日  | 7 Girls War       | AVCA-74092/B | AVCA-74093   | 18名            |
| 2nd    | 2014年2月26日  |                   | AVCA-74094/B | AVCA-74095   | 19名            |
| 3rd    | 2015年8月26日  |                   | EYCA-10554/B | EYCA-10555   | 31名            |
| 4th    | 2015年12月9日  | Beyond the Bottom | EYCA-10571/B | EYCA-10572   | 31名            |
| 5th    | 2016年11月25日 |                   | EYCA-11145/B | EYCA-11146   | 39名            |
| 6th    | 2017年5月24日  |                   | EYCA-11382/B | EYCA-11383   | 27名            |
| 7th    | 2017年11月29日 | 7 Senses          | EYCA-11598/B | EYCA-11599   | 24名            |
| 8th    | 2017年11月29日 |                   | EYCA-11600/B | EYCA-11601   | 26名            |
| 9th    | 2018年2月28日  |                   | EYCA-11832/B | EYCA-11833   | 26名            |

### 合作單曲
| 發售日       | 標題             | 規格產品編號 | 規格產品編號 | Oricon 最高排名 | 備註     |
| 發售日       | 標題             | CD+BD        | CD           | Oricon 最高排名 | 備註     |
| ------------ | ---------------- | ------------ | ------------ | --------------- | -------- |
| 2017年8月9日 | One In A Billion | VTZL-131     | VTCL-35260   | 18名            | [ 注 2 ] |

### 商業搭配
| 歌曲              | 商業搭配                                   | 年份   |
| ----------------- | ------------------------------------------ | ------ |
|                   | 三幸製菓廣告歌曲                           | 2016年 |
| HIGAWARI PRINCESS | 永旺廣告歌曲                               | 2016年 |
|                   | 電視動畫《灼熱的乒乓球娘》片尾曲               | 2016年 |
|                   | 電視動畫《戀愛暴君》片頭曲                 | 2017年 |
| One In A Billion  | 電視動畫《異世界食堂》片頭曲               | 2017年 |
| 7 Senses          | 電視動畫《Wake Up, Girls! 新章》片頭曲     | 2017年 |
|                   | 電視動畫《Wake Up, Girls! 新章》片尾曲     | 2017年 |
|                   | 電視動畫《爆肝工程師的異世界狂想曲》片尾曲 | 2018年 |

### 参加作品
| 发售日         | 商品名称                                                   | 歌手 | 歌曲名                                         | 备注 |
| -------------- | ---------------------------------------------------------- | --- | ---------------------------------------------- | --- |
| 2014年2月28日  | 剧场版『Wake Up, Girls! 七人偶像』Blu-ray 初回限定盤特典CD | Wake Up, Girls!（吉岡茉祐、永野愛理、田中美海、青山吉能、山下七海、奥野香耶、高木美佑） | 「タチアガレ!」                                | 剧场版『Wake Up, Girls! 七人偶像』主题曲 |
| 2014年2月28日  | 剧场版『Wake Up, Girls! 七人偶像』剧场限定版CD             | Wake Up, Girls!（永野愛理、田中美海、青山吉能、山下七海、奥野香耶、高木美佑） | 「タチアガレ!」                                | 剧场版『Wake Up, Girls! 七人偶像』主题曲 6人版 |
| 2014年5月13日  | ONENESS                                                    | 偶像大师、藍井エイル、アフィリア・サーガ、angela、いとうかなこ、Wake Up, Girls!、小野賢章、OLDCODEX、喜多村英梨、GRANRODEO、栗林みな実、黒崎真音、ZAQ、JAM Project、sweet ARMS、鈴木このみ、STAR☆ANIS、谷本貴義、田村ゆかり、茅原実里、T.M.Revolution、仲谷明香、流田Project、橋本仁、fhána、petit milady、FLOW、堀江由衣、三澤紗千香、水樹奈々、三森铃子、宮野真守、μ's、May'n、唯夏织（小倉唯&石原夏織）、悠木碧、吉田仁美、LiSA、和田光司 | 「ONENESS」                                    | 『Animelo Summer Live 2014 -ONENESS-』主题曲 |
| 2017年8月23日  | ハートライン                                               | Wake Up, May'n! (Wake Up, Girls!×May'n合作) | 「ハートライン」                               | 2017年8月9日在『One In A Billion』发售活动上首次披露、2017年8月23日开始在ANiUTA上独占播放配信限定曲。 作詞 - ミズノゲンキ / 作曲・編曲 - 睦月周平 |
| 2017年10月25日 | 翼を持つ者 〜Not an angel Just a dreamer〜                 | i☆Ris、井上あずみ、Wake Up, Girls!、内田真礼、串田アキラ、GRANRODEO、ささきいさお、下野紘、JAM Project、鈴木このみ、鈴村健一、竹達彩奈、茅原実里、TRUE、豊永利行、中川翔子、羽多野渉、堀江美都子、水木一郎、Minami、三森すずこ、May'n、米倉千尋 | 「翼を持つ者 〜Not an angel Just a dreamer〜」 | 日本動画協会「アニメNEXT_100」官方主题曲 |

### 映像作品
活动录像
- Wake Up, Girls! DVD 夏合宿、やらせてください!（2014年9月25日发售）
- Wake Up, Girls!の お料理がんばっぺ！（2016年9月28日发售）
- Wake Up, Girls!の “WUGWUGランド”へようこそ～！～WUGちゃんと遊園地デート、がんばっぺ！～（2017年1月25日发售）
- ワンアップ+  ～Wake Up, Girls!編～ ※セブンネット限定商品（2017年2月24日发售）
- Wake Up, Girls!の ぱじゃまパーティー、がんばっペ！（2017年9月27日发售）
- Wake Up, Girls!の 会社でお仕事、がんばっぺ！（2018年1月31日发售）
- Wake Up,Girls！の 打ち上げパーティがんばっぺ！（2019年4月24日发售）

演唱会录像（仅有BD）
- Wake Up, Girls! 1st LIVE TOUR 素人臭くてごめんね!/Wake Up, Girls! VS I-1club（2015年6月26日发售）
- Wake Up, Girls! 2nd LIVE TOUR 行ったり来たりしてごめんね!（2016年6月24日发售）
- Wake Up, Girls! 3rd LIVE TOUR あっちこっち行くけどごめんね!（2017年7月19日发售）
- Wake Up, Girls! 4th LIVE TOUR ごめんねばっかり言ってごめんね!（2018年6月29日发售）
- Wake Up, Girls! LIVE Blu-ray BOX（2019年3月29日发售。4张碟）
- Wake Up, Girls! FINAL TOUR - HOME - 〜 PART Ⅰ Start It Up,〜（2019年3月29日发售）
- Wake Up, Girls! FINAL TOUR - HOME - 〜PART Ⅱ FANTASIA〜（2019年4月26日发售）
- Wake Up, Girls! FINAL TOUR - HOME - 〜PART Ⅲ KADODE〜（2019年5月31日发售）
- Wake Up, Girls! FINAL LIVE〜想い出のパレード〜（2019年6月28日发售）

电视节目
- わぐばん! Blu-ray（2016年2月10日发售。Blu-ray2张）

## 商业出场

### 广告
- AEON Retail「AEON」（2016年、東北6县限定）[42]

## 演出・活动
| 形態              | 标题                                                                            | 公演日・会場                                                       |
| 2014年            | 2014年                                                                          | 2014年                                                             |
| ----------------- | ------------------------------------------------------------------------------- | ------------------------------------------------------------------ |
| 活动              | Wake Up, Girls!FESTA. イベント、やらせてください!                               | 全1公演：4月27日 品川StellaHall（東京都）                          |
| 合同演出          | Anime Central 2014                                                              | 全1公演：5月16日-5月18日 Hyatt Regency O'Hare（美国·芝加哥）       |
| 活动              | 「イベント、やらせてください!」を上映して、決起集会やらせてください!            | 全3公演：8月3日 NEW PIER HALL（東京都）                            |
| 活动              | 「イベント、やらせてください!」を上映して、決起集会やらせてください!            | 全2公演：9月6日 MOVIX仙台 シアター5（宮城县）                      |
| 巡回演出          | Wake Up, Girls! 1st Live Tour 素人臭くてごめんね!                               | 全2公演：8月10日 ESAKA MUSE（大阪府）                              |
| 巡回演出          | Wake Up, Girls! 1st Live Tour 素人臭くてごめんね!                               | 全2公演：8月17日 文京市民会馆（東京都）                            |
| 巡回演出          | Wake Up, Girls! 1st Live Tour 素人臭くてごめんね!                               | 全2公演：9月7日 仙台Rensa（宮城县）                                |
| 合同演出          | Animelo Summer Live 2014 -ONENESS-                                              | 全1公演：8月29日 琦玉超级竞技场（埼玉县）                          |
| 活动              | Wake Up, Girls!Festa.2014 Winter 〜Wake Up, Girls! VS I-1club〜                 | 全1公演：12月14日 幕张展览馆（千叶县）                             |
| 2015年            |                                                                                 |                                                                    |
| 个人活动          | ソロでイベントやらせてください!（吉岡茉祐・永野愛理・高木美佑）                 | 各1公演：3月7日 原宿ASTRO HALL（東京都）                           |
| 个人活动          | ソロでイベントやらせてください!（奥野香耶・青山吉能・田中美海・山下七海）       | 各1公演：3月8日 原宿ASTRO HALL（東京都）                           |
| 巡回演出          | Wake Up, Girls! 2nd Live Tour 行ったり来たりしてごめんね!                       | 全2公演：7月20日 难波Hatch（大阪府）                               |
| 巡回演出          | Wake Up, Girls! 2nd Live Tour 行ったり来たりしてごめんね!                       | 全2公演：8月1日 Skala Espacio（福冈县）                            |
| 巡回演出          | Wake Up, Girls! 2nd Live Tour 行ったり来たりしてごめんね!                       | 全2公演：8月8日 舞濱圓形劇場（千叶县）                             |
| 巡回演出          | Wake Up, Girls! 2nd Live Tour 行ったり来たりしてごめんね!                       | 全2公演：8月16日 宮城县市民会馆（宮城县）                          |
| 合同演出          | Animelo Summer Live 2015 THE GATE                                               | 全1公演：8月30日 琦玉超级竞技场（埼玉县）                          |
| 活动              | Wake Up, Girls! Festa.2015 Beyond the Bottom Extend                             | 全1公演：12月12日 幕张展示场（千叶县）                             |
| 2016年            |                                                                                 |                                                                    |
| 合同演出          | Nendoroid 10th Anniversary Live                                                 | 全1公演：2月6日 幕张展示场（千叶县）                               |
| 合同演出          | i☆Ris＆Wake Up, Girls!バレンタインLIVE!!                                        | 全2公演：2月14日 舞濱圓形劇場（千叶县）                            |
| 个人活动          | ソロでイベント、やらせてください!2016（田中美海・高木美佑・山下七海）           | 各1公演：3月20日 新宿BLAZE（東京都）                               |
| 个人活动          | ソロでイベント、やらせてください!2016(青山吉能・永野愛理・奥野香耶・吉岡茉祐）  | 各1公演：3月21日 新宿BLAZE（東京都）                               |
| 合同演出          | MONACAフェス2016                                                                | 全1公演：4月30日 大宮SONIC CITY（埼玉县）                          |
| 巡回演出          | Wake Up, Girls! 3rd LIVE TOUR あっちこっち行くけどごめんね!                     | 全2公演：7月17日 舞濱圓形劇場（千叶县）                            |
| 巡回演出          | Wake Up, Girls! 3rd LIVE TOUR あっちこっち行くけどごめんね!                     | 全2公演：7月24日 松下IMP Hall（大阪府）                            |
| 巡回演出          | Wake Up, Girls! 3rd LIVE TOUR あっちこっち行くけどごめんね!                     | 全2公演：7月31日 新潟LOTS（新潟县）                                |
| 巡回演出          | Wake Up, Girls! 3rd LIVE TOUR あっちこっち行くけどごめんね!                     | 全2公演：8月7日 仙台SUNPLAZA（宮城县）                             |
| 巡回演出          | Wake Up, Girls! 3rd LIVE TOUR あっちこっち行くけどごめんね!                     | 全2公演：8月14日 MUSIC TOWN OTO-ICHIBA（沖縄县）                   |
| 巡回演出          | Wake Up, Girls! 3rd LIVE TOUR あっちこっち行くけどごめんね!                     | 全2公演：8月20日 DRUM LOGOS（福岡县）                              |
| 巡回演出          | Wake Up, Girls! 3rd LIVE TOUR あっちこっち行くけどごめんね!                     | 全2公演：8月28日 Zepp DiverCity（東京都）                          |
| 合同活动          | Anime Festival Asia Singapore 2016                                              | 全1公演：11月26日 新达城新加坡国际会议展览中心（新加坡）           |
| 演出              | Wake Up, Girls!Festa. 2016 SUPER LIVE                                           | 全1公演：12月11日 幕张展示场（千叶县）                             |
| 2017年            |                                                                                 |                                                                    |
| 合同イベント      | ANIMAX MUSIX 2017 OSAKA                                                         | 全1公演：1月14日 大阪城音乐厅（大阪府）                            |
| 合同イベント      | i☆Ris＆Wake Up, Girls!バレンタインLIVE!! 2017                                   | 全2公演：2月11日 中野太阳广场（東京都）                            |
| 活动              | 「にぎわい東北」 presents Wake Up, Girls！in レイクタウン ミニライブ＆お渡し会  | 全1公演：3月4日 AEON LakeTown内特设舞台（埼玉县）                  |
| 个人活动          | ソロでイベント、やらせてください！ 2017(山下七海・奥野香耶・青山吉能・吉岡茉祐) | 各1公演：3月18日 Differ Ariake（東京都）                           |
| 个人活动          | ソロでイベント、やらせてください！ 2017(高木美佑・永野愛理・田中美海)           | 各1公演：3月19日 Differ Ariake（東京都）                           |
| 演出              | がんばっぺ岩手！Wake Up, Girls！チャリティ・ミニコンサート                      | 全1公演：3月26日 盛岡市民文化大厅（岩手县）                        |
| 合同演出          | アニュータライブ2017「あにゅパ！！」                                            | 全1公演：5月13日 国立代代木竞技场（東京都）                        |
| 合同演出          | Anisong World Matsuri ~Japan Kawaii Live~                                       | 全1公演：6月30日 Microsoft Theater（美国·洛杉矶）                  |
| 合同演出          | BILIBILI WORLD 2017                                                             | 全1公演：7月22日 上海万博展覧館（中国・上海）                      |
| 巡回演出          | Wake Up, Girls！4th LIVE TOUR ごめんねばっかり言ってごめんね！                  | 全2公演：7月23日 难波Hatch（大阪府）                               |
| 巡回演出          | Wake Up, Girls！4th LIVE TOUR ごめんねばっかり言ってごめんね！                  | 全2公演：8月5日 仙台太阳广场（宮城县）                             |
| 巡回演出          | Wake Up, Girls！4th LIVE TOUR ごめんねばっかり言ってごめんね！                  | 全2公演：8月13日 大宮SonicCity（埼玉县）                           |
| 巡回演出          | Wake Up, Girls！4th LIVE TOUR ごめんねばっかり言ってごめんね！                  | 全2公演：8月20日 DRUM LOGOS（福岡县）                              |
| 巡回演出          | Wake Up, Girls！4th LIVE TOUR ごめんねばっかり言ってごめんね！                  | 全2公演：9月3日 MUSIC TOWN OTO-ICHIBA（冲绳县）                    |
| 巡回演出          | Wake Up, Girls！4th LIVE TOUR ごめんねばっかり言ってごめんね！                  | 全2公演：9月10日 BLUE LIVE HIROSHIMA（广岛县）                     |
| 巡回演出          | Wake Up, Girls！4th LIVE TOUR ごめんねばっかり言ってごめんね！                  | 全2公演：9月16日 Zepp Tokyo（東京都）                              |
| 合同演出          | Animelo Summer Live 2017 -THE CARD-                                             | 全1公演：8月27日 琦玉超级竞技场（埼玉县）                          |
| 演出              | Wake Up, Girls！Special Party ～一直说对不起真是对不起！～in Shanghai           | 全1公演：11月18日 万代南梦宫上海文化中心（中国・上海）             |
| 合同演出          | ANIMAX MUSIX 2017 YOKOHAMA                                                      | 全1公演：11月23日 横滨体育馆（神奈川县）                           |
| 演出              | Wake Up, Girls！Festa.2017 TRINITY                                              | 全1公演：12月10日 幕张展示场（千叶县）                             |
| 合同演出          | アニメJAM 2017                                                                  | 全2公演：12月24日 舞濱圓形劇場（千叶县）                           |
| 2018年            |                                                                                 |                                                                    |
| 合同演出          | i☆Ris＆Wake Up, Girls!バレンタインLIVE!! 2018                                   | 全2公演：2月12日 川崎市文体中心（神奈川县）                        |
| 个人活动          | TUNAGO東北ろっけんソロイベントツアー(青山吉能)                                  | 全2公演：3月3日 Quarter（青森县）                                  |
| 个人活动          | TUNAGO東北ろっけんソロイベントツアー(田中美海)                                  | 全2公演：3月4日 秋田Club SWINDLE（秋田县）                         |
| 个人活动          | TUNAGO東北ろっけんソロイベントツアー(山下七海)                                  | 全2公演：3月10日 ミュージック昭和 Session（山形县）                |
| 个人活动          | TUNAGO東北ろっけんソロイベントツアー(吉岡茉祐)                                  | 全2公演：3月11日 HIPSHOT JAPAN（福島县）                           |
| 个人活动          | TUNAGO東北ろっけんソロイベントツアー(永野愛理)                                  | 全2公演：3月18日 石卷 BLUE RESISTANCE（宮城县）                    |
| 个人活动          | TUNAGO東北ろっけんソロイベントツアー(奥野香耶)                                  | 全2公演：3月24日 CLUB CHANGE WAVE（岩手县）                        |
| 个人活动          | TUNAGO東北ろっけんソロイベントツアー(高木美佑)                                  | 全2公演：3月25日 仙台MACANA（宮城县）                              |
| 演出              | がんばっぺ福島！ Wake Up, Girls！チャリティ・ミニコンサート                     | 全1公演：3月17日 いわき芸術文化交流館アリオス（福岛县）            |
| 演出              | Wake Up, Girls！結成5周年記念ライブ                                             | 全1公演：4月1日 SENDAI GIGS（宮城县）                              |
| 演出              | Green Leaves Fes                                                                | 全2公演：5月12日 幕张展示场（千叶县）                              |
| 巡回演出          | Wake Up, Girls! FINAL TOUR - HOME - 〜PART I Start It Up,〜                     | 全2公演：7月14日 市原市市民会館 （千叶县）                         |
| 巡回演出          | Wake Up, Girls! FINAL TOUR - HOME - 〜PART I Start It Up,〜                     | 全3公演：7月28・29日 座間市立市民文化会館（神奈川县） ※28日只有1场 |
| 巡回演出          | Wake Up, Girls! FINAL TOUR - HOME - 〜PART I Start It Up,〜                     | 全2公演：8月4日 大宮SONIC CITY（埼玉县）                           |
| 合同演出          | Animelo Summer Live 2018 "OK!"                                                  | 全1公演：8月24日 琦玉超级竞技场（埼玉县）                          |
| 巡回演出          | Wake Up, Girls! FINAL TOUR - HOME - 〜PART II FANTASIA〜                        | 全4公演：10月6・7日 岸和田市立浪切大厅（大阪府）各2场              |
| 巡回演出          | Wake Up, Girls! FINAL TOUR - HOME - 〜PART II FANTASIA〜                        | 全2公演：12月9日 岩手县市民会館（岩手县）                          |
| 巡回演出          | Wake Up, Girls! FINAL TOUR - HOME - 〜PART II FANTASIA〜                        | 全2公演：12月22日 横須賀艺术剧场（神奈川县）                       |
| 合同演出          | ANIMAX MUSIX 2018 YOKOHAMA supported by ひかりTV                                | 全1公演：11月17日 横浜体育馆（神奈川县）                           |
| 合同演出          | アニメJAM 2018                                                                  | 全2公演：12月23日 舞浜圆形剧场（千叶县）                           |
| 2019年            |                                                                                 |                                                                    |
| 巡回演出          | Wake Up, Girls! FINAL TOUR - HOME - 〜PART III KADODE〜                         | 全2公演：1月5日 熊本市民会館（熊本县）                             |
| 巡回演出          | Wake Up, Girls! FINAL TOUR - HOME - 〜PART III KADODE〜                         | 全5公演：1月12・13・14日 大阪国际交流中心 （大阪府） ※14日只有1场  |
| 巡回演出          | Wake Up, Girls! FINAL TOUR - HOME - 〜PART III KADODE〜                         | 全2公演：1月27日 长野县县民文化会館 （長野县）                     |
| 巡回演出          | Wake Up, Girls! FINAL TOUR - HOME - 〜PART III KADODE〜                         | 全2公演：2月9日 鳴門市文化会館（德岛县）                           |
| 巡回演出          | Wake Up, Girls! FINAL TOUR - HOME - 〜PART III KADODE〜                         | 全3公演：2月16・17日 一宮市民会館（愛知县）※16日只有1场            |
| 巡回演出          | Wake Up, Girls! FINAL TOUR - HOME - 〜PART III KADODE〜                         | 全4公演：2月23・24日 仙台SUNPLAZA（宮城县）各2场                   |
| 合同演出          | i☆Ris&Wake Up, Girls！& Run Girls, Run! バレンタインLive 2019                   | 全2公演：2月2日 松户市文化会館（千叶县）                           |
| 演出 （完结演出） | Wake Up, Girls! FINAL LIVE〜想い出のパレード〜                                  | 全1公演：3月8日 琦玉超级竞技场（埼玉县）                           |

## 外部連結
- Wake Up, Girls!官方網站 （页面存档备份，存于）（日語）
- Wake Up, Girls!官方的X（前Twitter）（日語）
- GREEN LEAVESのホームページ （页面存档备份，存于）